# 五祖法演
五祖法演（—1104年），绵州巴西（今四川省绵阳市）人，俗姓邓，是北宋禅宗临济宗杨岐派第3代高僧，公案禅（看话禅）的集大成者。

## 生平
五祖法演出生日期不明，俗姓邓。少年时期出家为僧，35岁受具足戒。五祖法演经浮山法远指点，在白云守端门下开悟。后来，五祖法演在今湖北省黄冈市黄梅山东山寺（今五祖寺）承接了白云守端的法脉。1104年圆寂。

## 弟子
其著名的弟子是圆悟克勤、佛眼清远、佛鉴慧勤，三人被誉为“东山三杰”。

## 公案
- 《倩女离魂》：五祖问僧“倩女离魂，哪个是真的？”
- 《牛过窓棂》：五祖问僧“譬如水牯牛过窓棂，头角四蹄，都过了，为甚么尾巴不得过。”